# Nunes
Nunes is een plaats (freguesia) in de Portugese gemeente Vinhais en telt 187 inwoners (2001).